# Хосе Адольфо Валенсія
Хосе Адольфо Валенсія (ісп. José Adolfo Valencia, нар. 18 грудня 1991, Калі) — колумбійський футболіст, нападник аргентинського клубу «Патронато».

## Клубна кар'єра
У дорослому футболі дебютував 2008 року виступами за команду «Санта-Фе», в якій провів три сезони, взявши участь у 45 матчах чемпіонату.
15 грудня 2011 року Валенсія був взятий в оренду клубом MLS «Портланд Тімберс». Втім вже у лютому 2012 року він отримав травму, через що пропустив увесь сезон 2012 року. Незважаючи на те, що колумбієць не зіграв жодного матчу, 22 січня 2013 року «Портленд Тімберс» оголосив про викуп Валенсії у «Санта-Фе» та про підписання з ним багаторічного контракту. За нову команду він дебютував 3 березня 2013 року в матчі стартового туру сезону MLS проти «Нью-Йорк Ред Буллз», вийшовши на заміну у другому таймі замість Каліфа Альхассана. 18 травня 2013 року в матчі проти клубу «Ванкувер Вайткепс» забив свій перший гол у MLS.
Згодом з початку 2014 року грав у складі аргентинських команд «Олімпо», «Росаріо Сентраль» та «Індепендьєнте», після чогоповернувся на батьківщину, де виступав за клуби «Онсе Кальдас» і «Санта-Фе».
8 липня 2017 року Валенсія вперше отримав шанш зіграти в Європі, приєднавшись до португальської команди «Фейренсі». Він дебютував 7 серпня в матчі Прімейри проти «Тондели» (1:0), а перший гол забив 11 листопада під час домашньої гри з «Морейренсі» (2:1) у Кубку Португалії. За підсумками сезону 2018/19 клуб вилетів з вищого дивізіону, після чого Валенсія покинув португальську команду і став гравцем аргентинського клубу «Сентраль Кордова» (Сантьяго-дель-Естеро). 3 січня 2020 року залишив «Сентраль Кордова» за взаємною згодою сторін.
6 січня 2020 перейшов у клуб чемпіонату Еквадору «Дельфін».  Валенсія з клубом завершив сезон еквадорської Серії А 2020 на 10-му місці в загальній таблиці, зігравши у 19 з 30 матчів чемпіонату, забивши три голи, а також зіграв вісім матчів, включаючи п’ять ігор у старті, у Кубку Лібертадорес 2020 року, де «Дельфін» дійшов до 1/8 фіналу. З наступного року грав за інші місцеві команди «Депортіво Перейра» і «Атлетіко Букараманга».
У червні 2023 року підписав однорічний контракт із клубом чемпіонату М'янми «Янгон Юнайтед». 31 жовтня 2023 року розірвав контракт з «Янгон Юнайтед» за взаємною згодою сторін, а вже 4 листопада підписав контракт з клубом другої ліги Індонезії ПСМС (Медан).
1 лютого 2024 року на правах вільного агента підписав контракт з клубом аргентинської Прімери «Патронато» до кінця року . Станом на 24 серпня 2024 року відіграв за команду з Парани 15 матчів в національному чемпіонаті.

## Виступи за збірну
2011 року залучався до складу молодіжної збірної Колумбії. У її складі того ж року виграв Турнір у Тулоні, де забив гол у півфіналі проти збірної Мексики. Пізніше брав участь у домашньому молодіжному чемпіонаті світу, де забив гол у матчі групового етапу проти Малі (2:0) і дійшов з командою до чвертьфіналів. На молодіжному рівні зіграв у 6 офіційних матчах, забив 1 гол.

## Досягнення
- Володар Кубка Колумбії: 2009
- Переможець Суперліги Колумбії: 2017

## Особисте життя
Його батько, Адольфо Валенсія, також був футболістом і у складі національної збірної Колумбії був учасником двох чемпіонатів світу і бронзовим призером Кубка Америки.